# Acaena agnipila
Acaena agnipila é uma espécie de rosácea do gênero Acaena, pertencente à família Rosaceae.
Fora a variedade-tipo, possui as seguintes variedades:
- Acaena agnipila var. aequispina
- Acaena agnipila var. tenuispica
- Acaena agnipila var. protenta